# Établissement gallo-romain des Stampfloecher-Rothlach
L’établissement gallo-romain des Stampfloecher-Rothlach est un site archéologique situé dans la forêt indivise de Saint-Jean, à cheval sur le territoire des communes d’Eckartswiller et Saint-Jean-Saverne, dans la collectivité européenne d’Alsace. Composé d’une carrière, d’une zone d’habitat et d’une nécropole, l’établissement a été fondé au IIe siècle et a été abandonné dans la seconde moitié du IIIe siècle, probablement en raison de l’effondrement des échanges commerciaux en cette période de troubles. Déjà endommagé lors la tempête Lothar en 1999, le site a été partiellement détruit par les travaux du tunnel de Saverne.

## Histoire

### Découverte du site et fouilles
Les carrières des Stampfloecher sont repérées dès le début du XXe siècle, mais la zone ne fait pas l’objet d’investigations plus poussées avant la fin de ce siècle. La découverte par hasard en 1996 d’un élément d’enclos funéraire gallo-romain conduit à une prospection plus minutieuse du site l’année suivante, amenant à la découverte d’une nécropole, d’une zone d’habitat, d’une zone agricole ainsi que d’autres carrières. La tempête Lothar, en 1999, interrompt toutefois les projets de fouilles, le site étant inaccessible et dévasté par les chutes d’arbres. Le travail reprend en 2001 avec des fouilles menées par des bénévoles sur le site de la nécropole. Ces fouilles sont essentiellement une opération d’urgence servant à préserver ce qui peut l’être sur ce secteur ayant été très endommagé par le déracinement des arbres.
Malgré le résultat de ces fouilles, le site ne fait l’objet d’aucune protection, le service régional de l'archéologie estimant qu’il n’y a aucun risque. Toutefois, entre mai et juin 2001, le site de la nécropole est en partie détruit lorsque des engins de chantier y creusent une tranchée de près de dix mètres de large dans le cadre de la construction de la ligne LGV-Est, sans aucun contrôle archéologique ni fouille préalable.

## L’établissement

### Nécropole
Conformément à l’usage romain, la nécropole se trouve en dehors de la zone habitée, le long de la route d’accès au domaine. Selon le même usage, elle est également soigneusement ordonnée avec au centre un grand monument destiné à la famille du propriétaire, autour duquel s’articulent des monuments plus petits de ses serviteurs,.
Le grand monument est une production de grande qualité pour un petit domaine de province, dont le style classique et réaliste est très romain. Il est composé d’un socle mouluré sur lequel est posée une construction à frontons triangulaires agrémentée d’au moins une sculpture féminine. Celle-ci représente une matrone âgée dont la coiffure est celle popularisée par Faustine la Jeune vers le milieu du IIe siècle, ce qui permet de dater le monument de cette période. Les fragments conservés indiquent une destruction délibérée du monument, mais ne montrent pas de traces d’usure due aux éléments, signe que le monument a été détruit relativement peu de temps après sa construction, peut-être pendant la révolte de Maternus en 185 ou pendant les troubles suivant l’assassinat de Commode en 192,.
À l’inverse, les monuments des serviteurs affichent des traits stylistiques plus gaulois avec notamment la présence de stèles-maisons et d’une tête masculine aux traits stylisés et très géométriques. Certaines de ces sépultures, les plus proches du monument central, ont été vandalisée en même temps que lui. En revanche, trois sépultures modestes situées à l’écart ont été épargnées,.
Les sépultures observées sur le site utilisent exclusivement la méthode de la crémation. Comme sur les autres sites de hauteur vosgiens, celle-ci a été réalisée de manière soignée, y compris pour les sépultures pauvres, probablement grâce à la disponibilité du combustible.

### L’habitat
Situé à environ 400 m de la nécropole, l’habitat se compose d’un bâtiment d’habitation d’une dizaine de mètres de long auquel est accolé un appentis d’environ six mètres. Ce bâtiment se distingue par la présence à l’angle sud-ouest d’un portail monumental de plus de deux mètres de large. La présence d’un denier d’argent à l’effigie de Julia Domna indique que les lieux étaient encore occupés au plus tôt à l’extrême fin du IIe siècle, voire dans la première moitié du IIIe siècle. D’autres éléments mobiliers ainsi que la comparaison avec les établissements voisins indiquent que site a probablement été progressivement abandonné lors des troubles ayant suivi la mort de Sévère Alexandre en 235, puis la percée du limes rhénan par les Alamans en 258.

### Les carrières
Alors qu’une seule carrière n’était connue jusqu’à la fin du XXe siècle, la destruction du couvert forestier par la tempête Lothar en 1999 a révélé de multiples fronts de taille. La présence de plusieurs meules brisées permet d’identifier ce type d’objet comme l’une des productions de la carrière. Le plus grand front de taille a également servi à extraire de grands blocs, dont certains ont été abandonnés sur place après s’être cassés pendant la manœuvre. Ces blocs ont été utilisés pour la construction de l’habitat et de la nécropole, mais se repèrent également dans les constructions de la première moitié du IIIe siècle se trouvant en plaine.